# مردمان آسیایی
مردمان آسیایی یا آسیایی‌ها یا مردم آسیا که به انگلیسی Asian و Asiatic نامیده می‌شوند کسانی هستند که در آسیا زندگی می‌کنند.
تعریف‌های گوناگون برای طبقه‌بندی گروه‌های قومی در آسیا صورت گرفته‌است.

## کشورهای عرب خلیج فارس
در کشورهای عرب خلیج فارس واژه «آسیایی» به‌طور کلی اشاره به مردم جنوب آسیا و جنوب شرق آسیا یا از تبار هندی، پاکستانی و فیلیپینی دارد.

## تعریف منابع غیردولتی

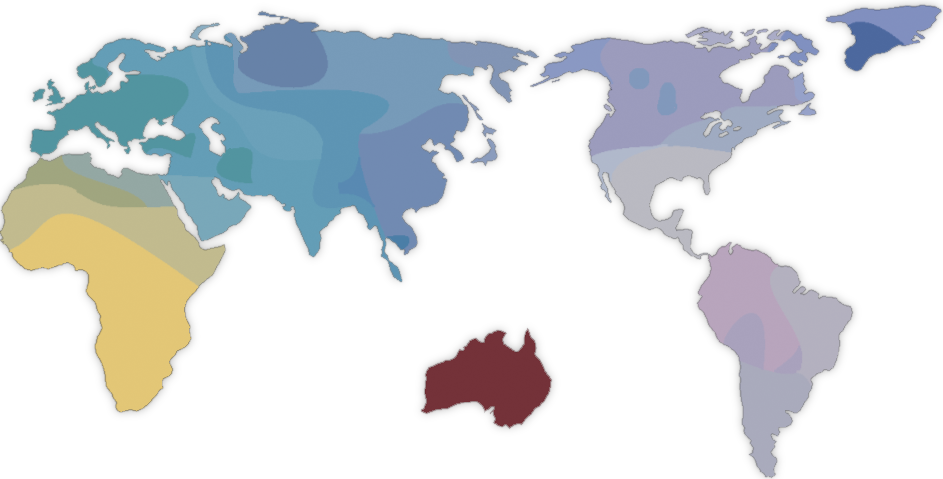
نقشه اختلاف ژنتیکی از دانشگاه استنفورد.

تلاشهایی صورت گرفته که به جای اصطلاح مغولی از آسیایی و آسیاتیک استفاده شود.